# Алекс Буда
Алекс Буда (алб. Aleks Buda; 7 вересня 1910 — 7 липня 1993) — албанський вчений-історик; був членом і президентом Академії наук Албанії.

## Життєпис
Народився 7 вересня 1910 року в місті Ельбасан Османської імперії в сім'ї з єврейськими коренями.
Навчався в початковій школі міста Лечче в Італії, закінчив середню школу в Зальцбурзі, Австрія, 1930 року. Після цього вступив до Віденського університету, де вивчав філософію й літературу, але, не закінчивши його, повернувся до Албанії.
Попри те, що його фахом була література, Алекс Буда зробив кар'єру як історик. Він належав до групи найпомітніших істориків у часи соціалізму в Албанії. Вважався історіографом Другої світової війни. Був єдиним істориком на Албанському орфографічному конгресі, який відбувся в Тирані з 20 по 25 листопада 1972 року.
У жовтні 1972 року за указом Президії національних зборів Албанії створено Академію наук Республіки Албанії. На першому засіданні Асамблеї Академії наук, що відбулося 25 січня 1973 р., професор Алекс Буда був обраний першим президентом Академії наук Албанії.
У деяких джерелах вчений згадується як довірена особа Енвера Ходжі. 1976 року Буда взяв участь у Національній етнографічній конференції до 35-ї річниці створення Партії праці Албанії.
Сучасні історики вважають, що роботи Алекса Буди добре висвітлюють походження албанського народу. Також він вважався провідним албанським вченим з іллірійської історії і належав до групи тих істориків, які вважали, що немає жодних слідів іллірійців між VI і XI століттями, коли в XI столітті з'явилися перші документи про албанців. На основі гіпотези іллірійського походження албанців, Буда підкреслював, що албанці належать до найдавніших жителів Балкан і навіть Європи.
Буда належав до невеликої групи албанських інтелектуалів, яких допускали за часів комуністичного режиму в Албанії до зарубіжної літератури, щоб застосовувати ці джерела для підготовки своїх робіт, використовуваних іншими колегами-науковцями.
Помер 7 липня 1993 року в Тирані. Його ім'ям названа одна з гімназій у Тирані.

## Відзнаки
Алекс Буда був відзначений низкою нагород, серед яких вище почесне звання «Учитель народу», що присвоювалось у комуністичний період Албанії за особливо видатні заслуги, і «Орден свободи» 1-го класу; президент Австрійської республіки вручив йому медаль, яка є найвищою нагородою для іноземних громадян. Після смерті вчений був відзначений званням «Почесний громадянин Ельбасана».
Бюст Алекса Буди встановлено у сквері перед будівлею Академії наук (у кінці пішохідної вулиці Тирани Shëtitorja Murat Toptani).